# 易卜拉欣·阿爾丁薩林

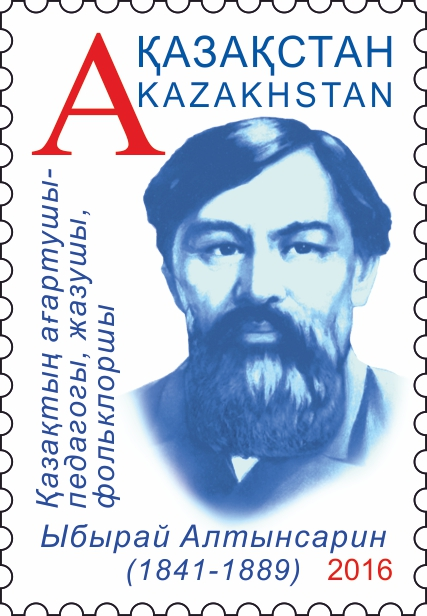
易卜拉欣·阿爾丁薩林紀念郵票

易卜拉欣·阿爾丁薩林（1841年11月1日—1889年），是19世紀後期哈薩克斯坦教育家，作家。
他生於哈薩克草原北部的圖爾蓋州(庫斯塔奈州)一個奇卜察克部人家庭，最早的工作是圖爾蓋學校的檢查員。他最著名的工作是把西里爾文字引入書寫哈薩克語，並且是西方教學風格的擁護者，但是他拒絕俄羅斯向哈薩克人傳播東正教的做法。他同時敦促抵抗韃靼人的語言和文化，以有利於傳播俄羅斯和西方的影響。作為一名教育工作者，他開了無數的哈薩克-俄羅斯人寄宿學校，技工學校和女子學校。
他也編寫了第一本哈薩克語文法書，出版第一份哈薩克報章，同時翻譯大量西方文本，這些功勞使俄羅斯帝國政府授予他國務委員的頭銜。
許多哈薩克機構都以阿爾丁薩林命名，在庫斯塔奈有一座他的博物館。